# Robert Pirès
Robert Emmanuel Pirès (francoska izgovorjava: [ʁɔ.bɛʁ pi.ʁɛs]), francoski nogometaš, * 29. oktober 1973, Reims, Francija.
Pirès je svojo kariero začel pri klubu Metz v francoski ligi, kjer je igral tudi za Olympique de Marseille. Z Metzem je leta 1996 osvojil francoski ligaški pokal. Od leta 2000 je igral v Premier League za klube Arsenal, Villarreal in Aston Villa. Z Arsenalom, za katerega je med letoma 2000 in 2006 odigral 189  prvenstvenih tekem in dosegel 62 golov, je osvojil naslov angleškega prvaka v sezonah 2001/02 in 2003/04, FA pokal v letih 2002, 2003 in 2005 ter angleški superpokal v letih 2002 in 2004 ter naslov podprvaka v sezoni 2006 lige prvakov.
Za francosko reprezentanco je skupno odigral 79 uradnih tekem in dosegel 14 golov. Nastopil je na Svetovnem prvenstvu 1998 ter evropskih prvenstvih v letih 2000 in 2004. Z reprezentanco je osvojil naslov svetovnega prvaka leta 1998 in evropskega prvaka leta 2000.